# Annona glabra
Cachiman-cochon, Mammier
Espèce
Classification phylogénétique
Annona glabra, ou annone des marais, est une espèce de plantes à fleurs de la famille des Annonaceae et du genre Annona. C'est un arbuste ou un petit arbre qui pousse dans les formations marécageuses des Petites et Grandes Antilles.
Dans les Antilles françaises, il est connu sous les noms de cachiman-cochon (kachiman kochon) en Guadeloupe, mamain ou mammier (mamen) et bois-flot (bwa flo) en Martinique, mais également corrosolier des marais, pomme de caïman, pomme de serpent .
Synonymes taxinomiques:
- Annona laurifolia   Dunal   1817   Monogr. Anonac. 65
- Annona palustris   L.

## Description générale
Aux Antilles, c’est un arbuste de 3 à 5 m (exceptionnellement de 6-7 m) souvent à contreforts à la base. En Floride, il atteint 10-12 m.
Ses feuilles alternes, distiques (disposées dans un même plan), sont oblongues à elliptiques, de 6-15 cm de long sur 4-7 cm de large.
Les fleurs solitaires sont portées par un gros pédicelle recourbé. Elles comportent six pétales jaunâtres, épais et charnus, les trois externes largement ovés, les trois internes plus petits, blanchâtres à l’extérieur, rouge-sang à l’intérieur surtout vers la base. La floraison a lieu de juillet à janvier.
Le fruit est ové, de 5 à 7 cm de long, lisse, faiblement aréolé, jaune verdâtre taché de brun. La pulpe orange, aromatique est très appréciées des crabes et sert d’appâts pour la pêche.

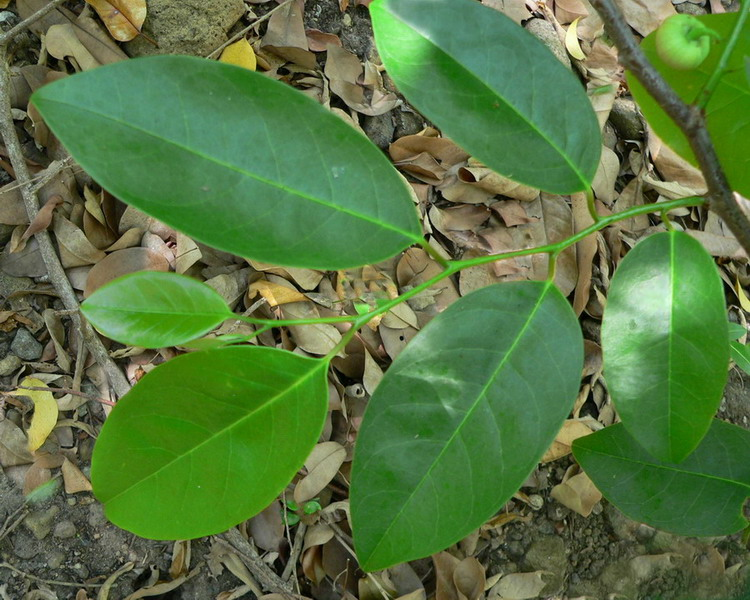
Feuilles.
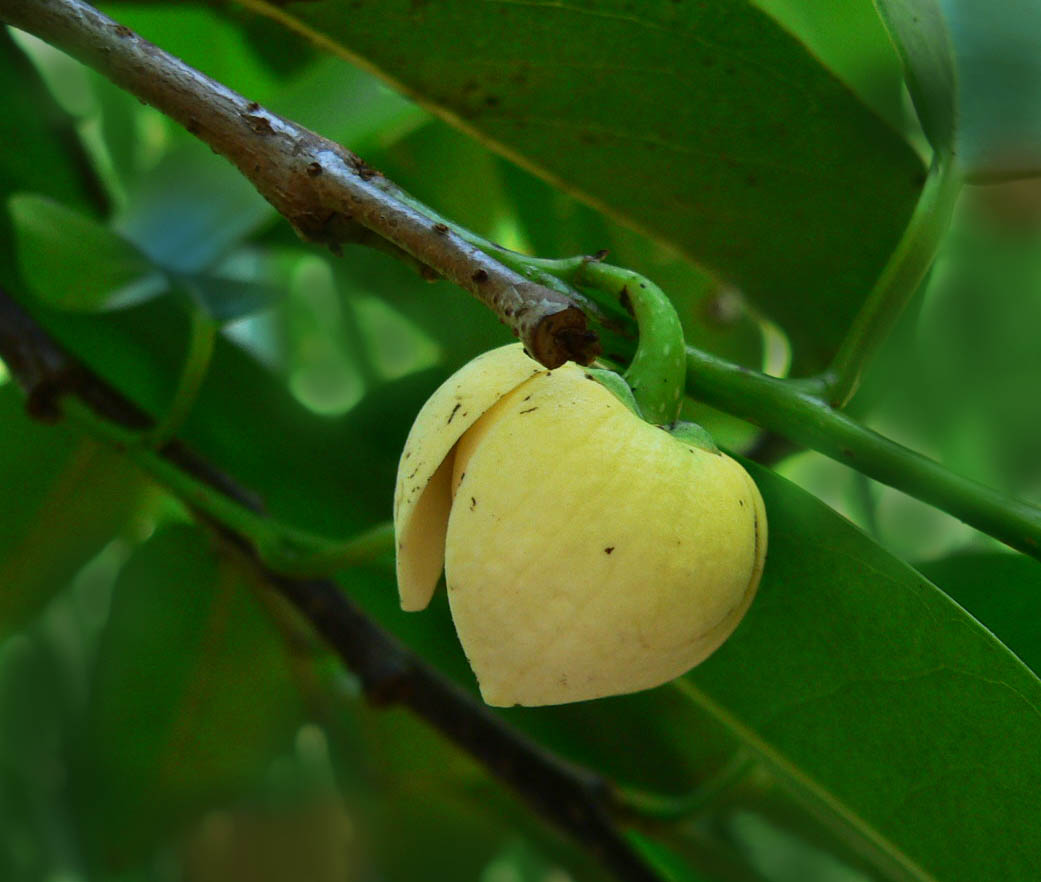
Fleur.
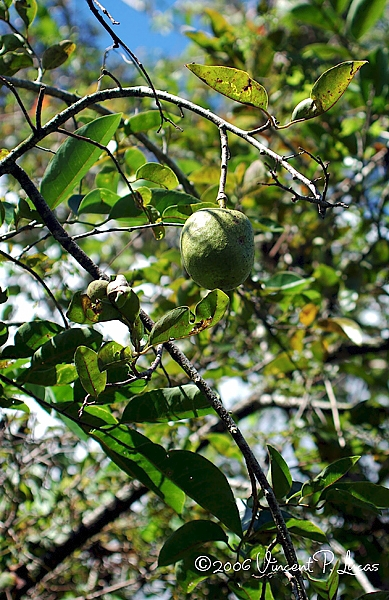
Fruit.
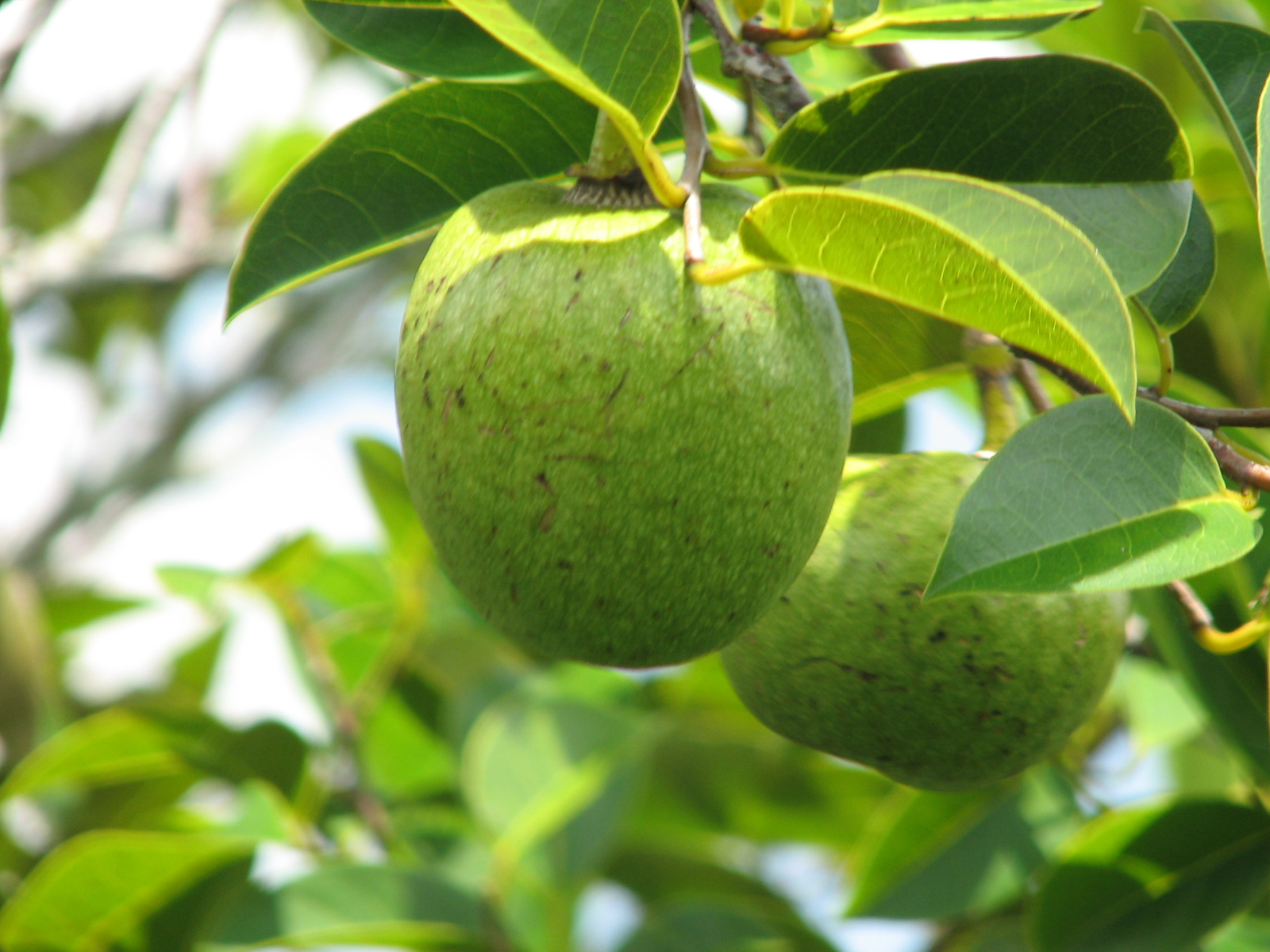
Fruit.
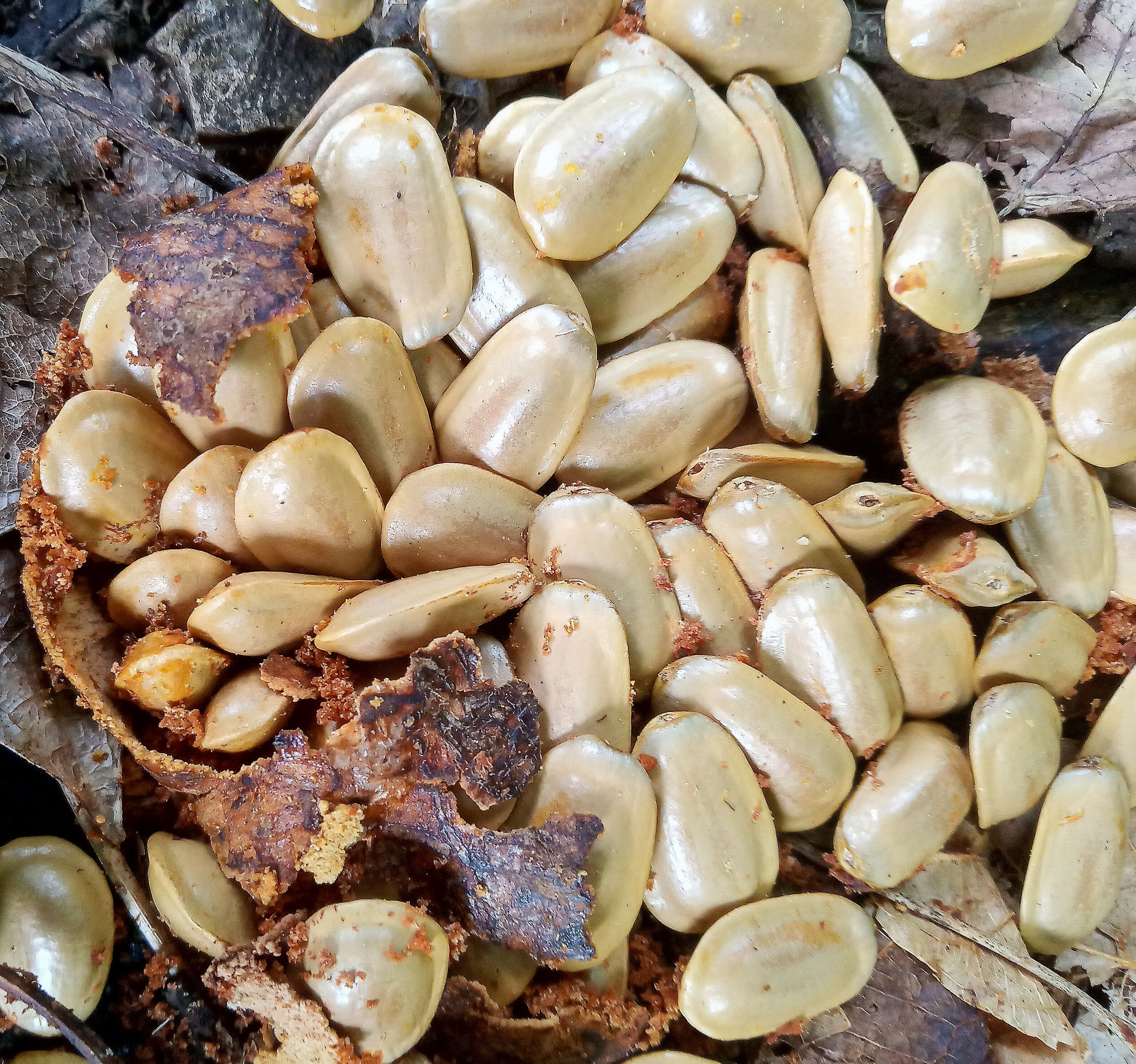
Graines.
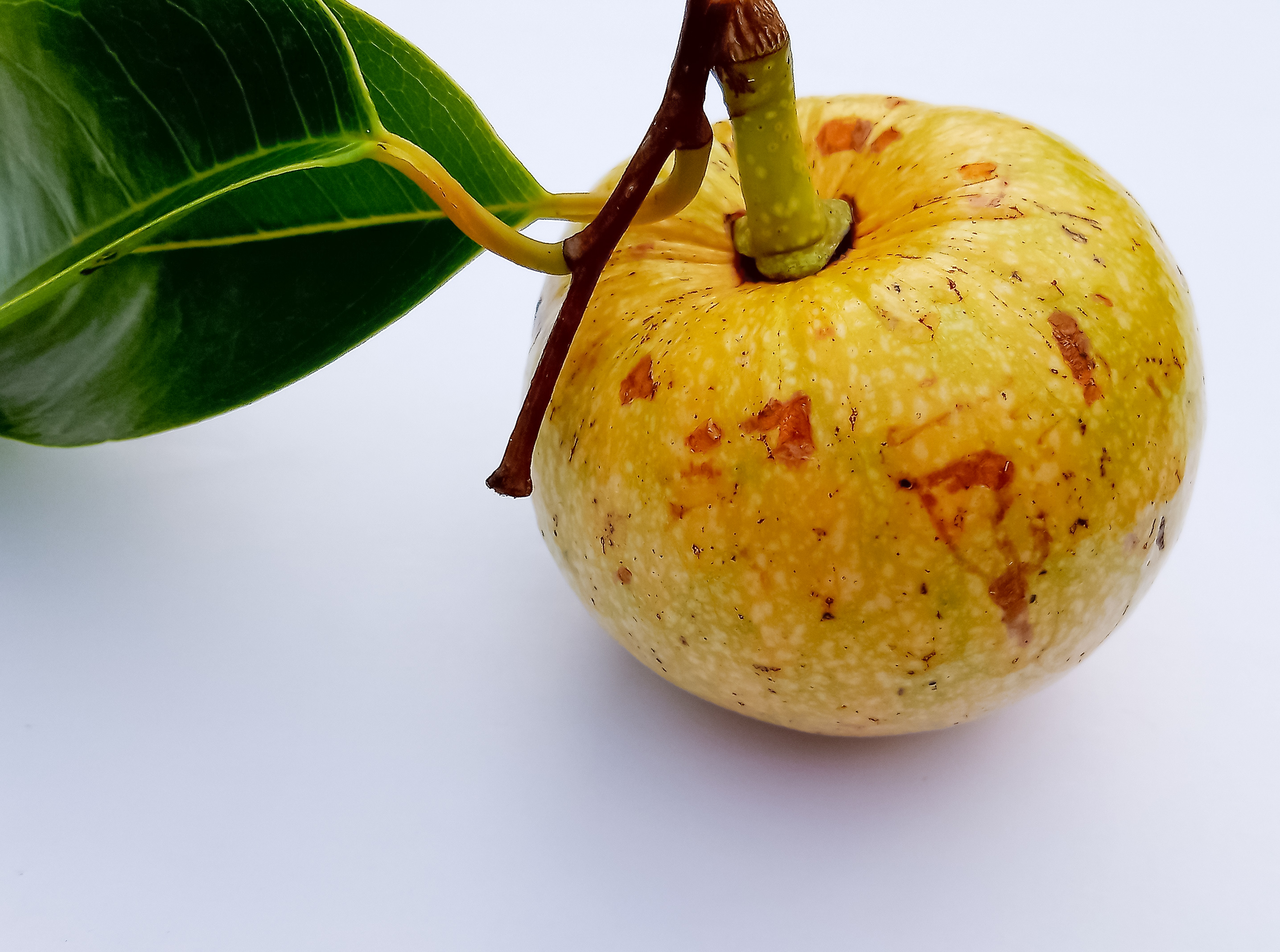
Fruit mûr.

## Aire de répartition
Le cachiman-cochon se rencontre dans les Petites Antilles (Martinique, Guadeloupe), les Grandes Antilles, dans les zones côtières du Mexique au Sud du Brésil et en Afrique occidentale.
C’est un arbuste des lieux marécageux (arrière mangrove, forêts à Pterocarpus) ou sableux humides.
C’est une espèce invasive en Australie.

## Propriétés médicinales
Les feuilles du cachiman-cochon sont réputées calmer les diarrhées.
Une étude récente indique que ses graines contiennent des composés anticancéreux.